# Wolfram Müller-Freienfels

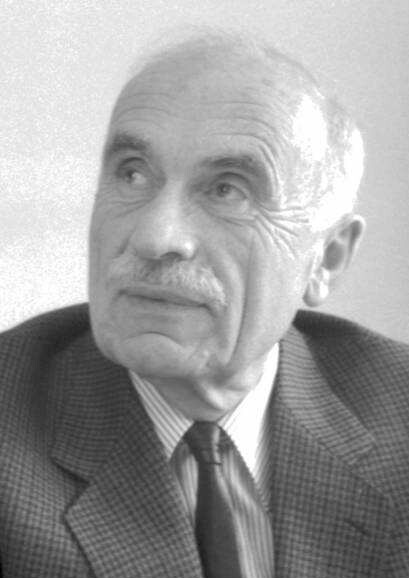
Wolfram Müller-Freienfels (1986)

Wolfram Müller-Freienfels (* 3. Juni 1916 in Konstanz; † 19. August 2007 in Freiburg im Breisgau) war ein deutscher Rechtswissenschaftler.

## Leben
Wolfram Müller-Freienfels, Sohn des Gymnasiallehrers Richard Müller-Freienfels, studierte nach einer Banklehre in Berlin ab 1935 Rechts- und Wirtschaftswissenschaften an den Universitäten Berlin, Bonn, Münster, Marburg und Königsberg. 1940 legte er in Königsberg sein Erstes Juristisches Staatsexamen ab. Bereits im Jahr zuvor hatte er in Marburg zum Dr. iur. promoviert. Ebenfalls 1940 legte er in Königsberg sein Diplomvolkswirtexamen ab und promovierte dort 1941 zum Dr. rer. pol. 1943 habilitierte er sich bei Gerhard Schiedermair in Königsberg und erhielt die Venia legendi für die Fächer Deutsches und Ausländisches Bürgerliches Recht, Zivilprozessrecht, Wirtschaftsrecht und Internationales Privatrecht.
Von 1943 bis 1945 vertrat er einen Lehrstuhl an der Universität Gießen. 1945 war er zudem Generalbevollmächtigter des Bankhauses Gebrüder Bethmann in Frankfurt am Main. Nach Kriegsende war Müller-Freienfels kurzzeitig als Rechtsanwalt in Mannheim tätig, kehrte aber bald darauf in den Universitätsbetrieb zurück. 1946 wurde er zum ordentlichen Professor an die Universität Marburg berufen. 1955 wechselte er auf einen Lehrstuhl an die Universität Frankfurt am Main. 1963 wechselte Müller-Freienfels ein letztes Mal, an die Universität Freiburg. Dort hatte er bis zu seiner Emeritierung im Oktober 1984 den Lehrstuhl für Deutsches und ausländisches Bürgerliches Recht und Handelsrecht inne.
1960 wurde ihm von der Universität Stockholm die Ehrendoktorwürde verliehen, 1974 von der Universität Basel.

## Veröffentlichungen (Auswahl)
- Die Bankaufsicht. Marburg 1941 (Diss. iur.).
- Der Staat und die Kreditbanken. Königsberg 1942 (Diss. rer. pol.).
- Die Vertretung beim Rechtsgeschäft. Mohr Siebeck, Tübingen 1955 (Habilitationsschrift).
- Ehe und Recht. Mohr Siebeck, Tübingen 1962.
- Sozialversicherungs-, Familien- und Internationalprivatrecht und das Bundesverfassungsgericht. C. F. Müller, Heidelberg 1984, ISBN 978-3-8114-3984-9.